# Fayet-le-Château
Fayet-le-Château település Franciaországban, Puy-de-Dôme megyében. Lakosainak száma 381 fő (2022. január 1.). Fayet-le-Château Égliseneuve-près-Billom, Estandeuil, Isserteaux, Mauzun, Montmorin és Saint-Jean-des-Ollières községekkel határos.

## Népesség
A település népességének változása:
| Lakosok száma | 343  | 349  | 362  | 357  | 362  | 367  | 372  | 378  | 381  |
|               | 2013 | 2015 | 2016 | 2017 | 2018 | 2019 | 2020 | 2021 | 2022 |